# Монеты, посвящённые великим людям (СССР)
Памятные и юбилейные монеты, посвященные великим людям — монеты Госбанка СССР, посвящённые выдающимся людям, деятелям истории и культуры. Выпускались только в виде медно-никелевых монет номиналом 1 рубль.
С 1970 года по 1991 год было выпущено 28 монет, посвящённых выдающимся людям. Монеты были посвящены как основоположникам коммунизма и СССР (Ленин, Карл Маркс), так и поэтам (Пушкин, Лермонтов), учёным (Менделеев) и др.

## Политики и военные
| Дата выпуска | Каталожный номер | Описание монеты | Описание монеты | Тираж шт.  | Изображение | Изображение | И.    |
| Дата выпуска | Каталожный номер | Аверс | Реверс | Тираж шт.  | Аверс       | Реверс      | И.    |
| ------------ | ---------------- | --- | --- | ---------- | ----------- | ----------- | ----- |
| 1970         | 3009-0003        | Слева, сверху и справа вдоль края монеты слова «СТО ЛЕТ СО ДНЯ РОЖДЕНИЯ В. И. ЛЕНИНА», в центре герб СССР с 15 витками ленты, слева от него буквы «СС», справа «СР», ниже обозначение достоинства монеты «ОДИН» и ниже слово «РУБЛЬ», внизу у края монеты пятиконечная звезда. | Обращенная вправо голова В. И. Ленина, ниже годы «1870 — 1970», вдоль канта точечный ободок.                                                                 | 99 888 750 |             |             | [ 2 ] |
| 1983         | 3009-0015        | Сверху герб СССР с 15 витками ленты, слева от него буквы «СС», справа «СР», ниже обозначение достоинства монеты цифра «1» и ниже слово «РУБЛЬ», внизу у канта год выпуска монеты «1983».                                                                                       | В центре изображение Карла Маркса и слева от него в две строки даты «1818» и «1883», в нижней части полукругом надпись «КАРЛ МАРКС».                         | 1 921 000  |             |             | [ 3 ] |
| 1985         | 3009-0021        | Сверху герб СССР с 15 витками ленты, слева от него буквы «СС», справа «СР», ниже обозначение достоинства монеты цифра «1» и ниже слово «РУБЛЬ», внизу у канта год выпуска монеты «1985».                                                                                       | В центре изображение В. И. Ленина и слева от него в две строки даты «1870» и «1924», в нижней части полукругом надпись «В. И. ЛЕНИН».                        | 1 960 000  |             |             | [ 4 ] |
| 1985         | 3009-0024        | Сверху герб СССР с 15 витками ленты, слева от него буквы «СС», справа «СР», ниже обозначение достоинства монеты цифра «1» и ниже слово «РУБЛЬ», внизу у канта год выпуска монеты «1985».                                                                                       | Изображение Фридриха Энгельса и слева от него в две строки даты «1820» и «1895», в нижней части полукругом надпись «ФРИДРИХ ЭНГЕЛЬС».                        | 1 960 000  |             |             | [ 5 ] |
| 1990         | 3009-0040        | Сверху — герб СССР с 15 витками ленты, под ним буквы «СССР», ниже обозначение достоинства монеты цифра «1» и ниже слово «РУБЛЬ», внизу у канта год выпуска монеты «1990». | профильное изображение Г. К. Жукова, а также имеются: снизу от него ступенькой даты «1896», «1974», вверху по окружности надпись: «Маршал СССР Г. К. Жуков». | 1 600 000  |             |             | [ 6 ] |

## Учёные и изобретатели
| Дата выпуска | Каталожный номер | Описание монеты | Описание монеты | Тираж шт. | Изображение | Изображение | И.     |
| Дата выпуска | Каталожный номер | Аверс | Реверс | Тираж шт. | Аверс       | Реверс      | И.     |
| ------------ | ---------------- | --- | --- | --------- | ----------- | ----------- | ------ |
| 1984         | 3009-0018        | Сверху герб СССР с 15 витками ленты, слева от него буквы «СС», справа «СР», ниже обозначение достоинства монеты цифра «1» и ниже слово «РУБЛЬ», внизу у канта год выпуска монеты «1984». | Изображение Д. И. Менделеева и справа от него в две строки даты «1834» и «1907», в нижней части полукругом надпись «Д. И. МЕНДЕЛЕЕВ». | 1 965 000 |             |             | [ 7 ]  |
| 1984         | 3009-0019        | Сверху герб СССР с 15 витками ленты, слева от него буквы «СС», справа «СР», ниже обозначение достоинства монеты цифра «1» и ниже слово «РУБЛЬ», внизу у канта год выпуска монеты «1984». | Изображение А. С. Попова и справа от него в две строки даты «1859» и «1906», в нижней части полукругом надпись «А. С. ПОПОВ». | 1 965 000 |             |             | [ 8 ]  |
| 1986         | 3009-0026        | Сверху герб СССР с 15 витками ленты, под ним буквы «СССР», ниже обозначение достоинства монеты цифра «1» и ниже слово «РУБЛЬ», внизу у канта год выпуска монеты «1986».                  | Изображение М. В. Ломоносова и справа от него в две строки даты «1711» и «1765», в нижней части полукругом надпись «М. В. ЛОМОНОСОВ». | 1 965 000 |             |             | [ 9 ]  |
| 1987         | 3009-0029        | Сверху герб СССР с 15 витками ленты, под ним буквы «СССР», ниже обозначение достоинства монеты цифра «1» и ниже слово «РУБЛЬ», внизу у канта год выпуска монеты «1987».                  | На фоне звездного неба и летящей ракеты изображение фрагмента памятника К. Э. Циолковскому в Москве, слева от него в две строки даты «1857», «1935» и полукругом надпись «К. Э. ЦИОЛКОВСКИЙ». | 3 830 000 |             |             | [ 10 ] |
| 1991         | 3009-0044        | Сверху герб СССР с 15 витками ленты, под ним буквы «СССР», ниже обозначение достоинства монеты цифра «1» и ниже слово «РУБЛЬ», внизу у канта год выпуска монеты «1991».                  | В левой части монеты боковое изображение П. Н. Лебедева. Справа от него в две строки даты «1866» и «1912», обозначающие годы жизни ученого. Под датами физическая формула давления света. В нижней части стилизованные изображения физических приборов. Сверху справа вдоль внешнего ободка монеты по окружности надпись: «П. Н. ЛЕБЕДЕВ». | 2 150 000 |             |             | [ 11 ] |

## Поэты и писатели
| Дата выпуска | Каталожный номер | Описание монеты | Описание монеты | Тираж шт. | Изображение | Изображение | И.            |
| Дата выпуска | Каталожный номер | Аверс | Реверс | Тираж шт. | Аверс       | Реверс      | И.            |
| ------------ | ---------------- | --- | --- | --------- | ----------- | ----------- | ------------- |
| 1984         | 3009-0020        | Сверху герб СССР с 15 витками ленты, слева от него буквы «СС», справа «СР», ниже обозначение достоинства монеты цифра «1» и ниже слово «РУБЛЬ», внизу у канта год выпуска монеты «1984». | Изображение А. С. Пушкина и справа от него в две строки даты «1799» и «1837», в нижней части полукругом надпись «А. С. ПУШКИН».                                                                               | 1 965 000 |             |             | [ 12 ]        |
| 1988         | 3009-0031        | Сверху герб СССР с 15 витками ленты, под ним буквы «СССР», ниже обозначение достоинства монеты цифра «1» и ниже слово «РУБЛЬ», внизу у канта год выпуска монеты «1988».                  | Изображения А. М. Горького и буревестника в полете над бушующим морем, слева полукругом надпись «А. М. ГОРЬКИЙ» и даты «1868 — 1936».                                                                         | 3 775 000 |             |             | [ 13 ]        |
| 1988         | 3009-0032        | Сверху герб СССР с 15 витками ленты, под ним буквы «СССР», ниже обозначение достоинства монеты цифра «1» и ниже слово «РУБЛЬ», внизу у канта год выпуска монеты «1988».                  | Чуть левее центра погрудный портрет Л. Н. Толстого. Справа от него вдоль внешнего ободка монеты сверху вниз надпись «Л. Н. ТОЛСТОЙ» и годы жизни писателя «1828 — 1910».                                      | 3 775 000 |             |             | [ 14 ] [ 15 ] |
| 1989         | 3009-0035        | Сверху герб СССР с 15 витками ленты, под ним буквы «СССР», ниже обозначение достоинства монеты цифра «1» и ниже слово «РУБЛЬ», внизу у канта год выпуска монеты «1989».                  | Изображение М. Ю. Лермонтова, слева от него полукругом надпись «М. Ю. Лермонтов», справа в две строки даты «1814», «1841», внизу гусиное перо и подпись — факсимиле поэта.                                    | 2 700 000 |             |             | [ 16 ]        |
| 1989         | 3009-0033        | Сверху герб СССР с 15 витками ленты, под ним буквы «СССР», ниже обозначение достоинства монеты цифра «1» и ниже слово «РУБЛЬ», внизу у канта год выпуска монеты «1989».                  | Изображение Т. Г. Шевченко, слева от него в две строки даты «1814», «1861» и надпись полукругом «Т. Г. ШЕВЧЕНКО», внизу подпись — факсимиле поэта.                                                            | 2 700 000 |             |             | [ 17 ]        |
| 1989         | 3009-0036        | Герб СССР, ниже аббревиатура «СССР», ниже обозначение номинала — 1, внизу слово «РУБЛЬ» и в самом низу год выпуска — 1989                                                                | изображение Хазмы Хаким-заде Ниязи, сверху изображения полукругом надпись «Хазма Хаким-заде Ниязи», справа в две строки даты «1889», «1929», под ними изображении открытой книги и цветка.                    | 1 800 000 |             |             | [ 18 ]        |
| 1989         | 3009-0037        | Сверху герб СССР с 15 витками ленты, под ним буквы «СССР», ниже обозначение достоинства монеты цифра «1» и ниже слово «РУБЛЬ», внизу у канта год выпуска монеты «1989».                  | Портрет М. Эминеску. Слева от него год рождения «1850», справа — год смерти «1889». Под портретом факсимильная подпись, а ещё ниже вдоль внешнего ободка монеты полукругом надпись «МИХАИЛ ЭМИНЕСКУ».         | 1 800 000 |             |             | [ 19 ]        |
| 1990         | 3009-0042        | Герб СССР с 15 витками ленты, под ним буквы «СССР», ниже обозначение достоинства монеты цифра «1» и ниже слово «РУБЛЬ», внизу у канта год выпуска монеты «1990».                         | Изображение Я. Райниса. Справа в две строки даты «1865», «1929», обозначающие годы жизни поэта. Внизу — факсимиле поэта. Слева по окружности надпись «Янис Райнис».                                           | 2 600 000 |             |             | [ 20 ]        |
| 1990         | 3009-0038        | Герб СССР с 15 витками ленты, под ним буквы «СССР», ниже обозначение достоинства монеты цифра «1» и ниже слово «РУБЛЬ», внизу у канта год выпуска монеты «1990».                         | Изображение А. П. Чехова, справа в две строки даты «1860», «1904», обозначающие годы жизни писателя. Слева настольная лампа и стопка книг на фоне занавеси. Внизу надпись — факсимиле писателя — Антон Чехов. | 2 600 000 |             |             | [ 21 ]        |
| 1991         | 3009-0047        | Герб СССР с 15 витками ленты, под ним буквы «СССР», ниже обозначение достоинства монеты цифра «1» и ниже слово «РУБЛЬ», внизу у канта год выпуска монеты «1991».                         | Профильный портрет К. В. Иванова. Слева от него под подбородком годы жизни поэта «1890» и «1915», написанные в две строки. Внизу справа вдоль внешнего ободка монеты надпись «К. В. ИВАНОВ».                  | 2 150 000 |             |             | [ 22 ]        |
| 1991         | 3009-0046        | Герб СССР с 15 витками ленты, под ним буквы «СССР», ниже обозначение достоинства монеты цифра «1» и ниже слово «РУБЛЬ», внизу у канта год выпуска монеты «1991».                         | Портрет Махтумкули. Справа полукругом годы жизни поэта «1733» и «1798», разделённые точкой. Слева — надпись витыми буквами «МАХТУМКУЛИ».                                                                      | 2 150 000 |             |             | [ 23 ]        |
| 1991         | 3009-0043        | Герб СССР с 15 витками, под ним буквы «СССР», ниже обозначение номинала — «1» и ниже слово «РУБЛЬ», внизу год выпуска монеты — 1991.                                                     | Портрет А. Навои. Слева от него вдоль внешнего ободка монеты полукругом приведены годы жизни поэта «1441» и «1501», разделенные точкой. Под портретом в две строки надпись «АЛИШЕР НАВОИ».                    | 2 150 000 |             |             | [ 24 ]        |
| 1991         | 3009-0048        | Герб СССР с 15 витками, под ним буквы «СССР», ниже обозначение номинала — «1» и ниже слово «РУБЛЬ», внизу год выпуска монеты — 1991.                                                     | Слева портрет Низами за работой. Справа от него в две строки надпись «850 лет», а еще правее вдоль внешнего ободка монеты надпись витыми буквами «НИЗАМИ ГЯНДЖЕВИ».                                           | 2 150 000 |             |             | [ 25 ]        |

## Композиторы и дирижёры
| Дата выпуска | Каталожный номер | Описание монеты | Описание монеты | Тираж шт. | Изображение | Изображение | И.     |
| Дата выпуска | Каталожный номер | Аверс | Реверс | Тираж шт. | Аверс       | Реверс      | И.     |
| ------------ | ---------------- | --- | --- | --------- | ----------- | ----------- | ------ |
| 1989         | 3009-0034        | Герб СССР, ниже аббревиатура «СССР», ниже обозначение номинала — 1, внизу слово «РУБЛЬ» и в самом низу год выпуска — 1989.                                       | изображение бюста М. П. Мусоргского. Слева от него год рождения «1839», справа — год смерти «1881». Под портретом факсимильная подпись композитора, а под ней нотная запись.                                                                             | 2 700 000 |             |             | [ 26 ] |
| 1990         | 3009-0039        | Герб СССР с 15 витками ленты, под ним буквы «СССР», ниже обозначение достоинства монеты цифра «1» и ниже слово «РУБЛЬ», внизу у канта год выпуска монеты «1990». | В центре на фоне нотного стана изображение П. И. Чайковского, сидящего на стуле. Слева полукругом даты «1840», «1893», разделенные точкой, обозначающие годы жизни поэта. Над датами — факсимиле писателя. Вверху по окружности надпись «П. Чайковский». | 2 600 000 |             |             | [ 27 ] |
| 1991         | 3009-0045        | Герб СССР с 15 витками, под ним буквы «СССР», ниже обозначение номинала — «1» и ниже слово «РУБЛЬ», внизу год выпуска монеты — 1991.                             | Профильный портрет С. С. Прокофьева. Слева и справа от него вдоль внешнего ободка монеты надпись в два слова: слева — «СЕРГЕЙ» и справа — «ПРОКОФЬЕВ». Внизу — годы жизни композитора «1891» и «1953», разделенные скрипичным ключом.                    | 2 150 000 |             |             | [ 28 ] |

## Первопечатники
| Дата выпуска | Каталожный номер | Описание монеты | Описание монеты | Тираж шт. | Изображение | Изображение | И.     |
| Дата выпуска | Каталожный номер | Аверс | Реверс | Тираж шт. | Аверс       | Реверс      | И.     |
| ------------ | ---------------- | --- | --- | --------- | ----------- | ----------- | ------ |
| 1983         | 3009-0017        | Герб СССР с 15 витками ленты, слева от него буквы «СС», справа «СР», ниже обозначение достоинства монеты цифра «1» и ниже слово «РУБЛЬ», внизу у канта год чеканки монеты «1983». | Изображение фрагмента памятника Ивану Федорову в Москве, справа от него в две строки даты «1510» и «1583». В нижней части надпись в две строки: «ИВАН ФЕДОРОВ», в верхней части полукругом «РУССКИЙ ПЕРВОПЕЧАТНИК».         | 1 965 000 |             |             | [ 29 ] |
| 1990         | 3009-0041        | Герб СССР с 15 витками, под ним буквы «СССР», ниже обозначение номинала — «1» и ниже слово «РУБЛЬ», внизу год выпуска монеты — 1991.                                              | Изображение Франциска Скорины, перед ним раскрытая книга, в руке карандаш. Справа в две строки даты «1490», «ок.1541», обозначающие годы жизни поэта. Внизу в две строки надпись «Франциск Скорина». Под надписью орнамент. | 2 600 000 |             |             | [ 30 ] |